# سوو (كاغوشيما)
مدينة سوو (بالإنجليزية: Soo)‏ هي أحد المدن التابعة لمحافظة كاغوشيما. تأسست رسميًا في 01/07/2005. ويقدر عدد سكانها بـ 41179 نسمة حسب تقدير مكتب الإحصاء الياباني لعام 2012. تبلغ مساحة سوو 390.39 كم2. بكثافة سكانية تبلغ 105 نسمة/كم2.